# Mariliana amazonica
Mariliana amazonica là một loài bọ cánh cứng trong họ Cerambycidae.